# Olympische Sommerspiele 1972/Teilnehmer (Jamaika)
| Gelbes Symbol für Goldmedaillen mit stilisierten Olympischen Ringen | Graues Symbol für Silbermedaillen mit stilisierten Olympischen Ringen | Braundes Symbol für Bronzemedaillen mit stilisierten Olympischen Ringen |
| ------------------------------------------------------------------- | --------------------------------------------------------------------- | ----------------------------------------------------------------------- |
| —                                                                   | —                                                                     | 1                                                                       |

Jamaika nahm an den Olympischen Sommerspielen 1972 in München mit einer Delegation von 33 Sportlern (21 Männer und 12 Frauen) teil. Diese traten in sechs Sportarten bei 27 Wettbewerben an. Der Leichtathlet Lennox Miller wurde als Fahnenträger zur Eröffnungsfeier ausgewählt und gewann danach als einziger Athlet eine Medaille für sein Land bei diesen Spielen.

## Medaillen

### Medaillengewinner

#### Bronze
| Sportart       | Wettkampf | Name          |
| -------------- | --------- | ------------- |
| Leichtathletik | 100 m     | Lennox Miller |

## Teilnehmer nach Sportarten

### Boxen
- Oliver Wright
Halbschwergewicht: 17. Platz

### Leichtathletik
Männer
- Lennox Miller
100 m: Bronze
- Michael Fray
100 m: Finale 5. Platz
- Richard Hardware
200 m: Halbfinale
- Donald Quarrie
200 m: Halbfinale DNF
- Leighton Priestley
400 m: Viertelfinale
4 × 400 m: Vorlauf
- Byron Dyce
800 m: Vorlauf
1500 m: Vorlauf
- Godfrey Murray
110 m Hürden: Vorlauf
- Kim Rowe
4 × 400 m: Vorlauf
- Trevor Campbell
4 × 400 m: Vorlauf
- Alfred Daley
4 × 400 m: Vorlauf
- Henry Jackson
Weitsprung: 26. Platz in der Qualifikation
Dreisprung: Qualifikation DNF

Frauen
- Rosie Allwood
Frauen, 100 m: Halbfinale
Frauen, 200 m: Finale 8. Platz
Frauen, 4 × 400 m: Vorlauf
- Una Morris
Frauen, 200 m: Viertelfinale
Frauen, 4 × 400 m: Vorlauf
- Yvonne Saunders
Frauen, 400 m: Halbfinale
Frauen, 4 × 400 m: Vorlauf
- Ruth Williams-Simpson
Frauen, 400 m: Vorlauf
Frauen, 4 × 400 m: Vorlauf
- Leleith Hodges
Frauen, 4 × 100 m: Vorlauf DNF
- Vilma Charlton
Frauen, 4 × 100 m: Vorlauf DNF
- Carol Cummings
Frauen, 4 × 100 m: Vorlauf DNF
- Debbie Byfield
Frauen, 4 × 100 m: Vorlauf DNF
- Andrea Bruce
Frauen, Hochsprung: Finale 9. Platz
- Audrey Reid
Frauen, Hochsprung: Finale 11. Platz

### Radsport

#### Bahn
- Honson Chin
Sprint: 2. Runde  (Hoffnungslauf)
Tandem: 1. Runde  (Hoffnungslauf)
- Maurice Hugh-Sam
Sprint: 1. Runde  (Hoffnungslauf)
4000 m Mannschaftsverfolgung: 21. Platz in der Qualifikation
- Howard Fenton
1000 m Zeitfahren: 26. Platz
Tandem: 1. Runde  (Hoffnungslauf)
4000 m Mannschaftsverfolgung: 21. Platz in der Qualifikation
- Michael Lecky
4000 m Einerverfolgung: 26. Platz in der Qualifikation
4000 m Mannschaftsverfolgung: 21. Platz in der Qualifikation
- Radcliffe Lawrence
4000 m Mannschaftsverfolgung: 21. Platz in der Qualifikation

#### Straße
- Howard Fenton
Straßenrennen: DNF
- Radcliffe Lawrence
Straßenrennen: DNF
- Michael Lecky
Straßenrennen: DNF
- Xavier Mirander
Straßenrennen: DNF

### Schwimmen
- Belinda Phillips
Frauen, 200 m Freistil: Vorlauf
Frauen, 400 m Freistil: Vorlauf
Frauen, 800 m Freistil: Vorlauf

### Segeln
- Michael Keith Nunes
Drachen: 22. Platz
- John Burrowes
Drachen: 22. Platz
- Michael Anthony Nunes
Drachen: 22. Platz

### Wasserspringen
- Betsy Sullivan
Frauen, Kunstspringen 3 m: 29. Platz in der Qualifikation